# روبرت لوكوود جونيور
روبرت لوكوود جونيور (بالإنجليزية: Robert Lockwood Jr.)‏ هو عازف قيثارة وموسيقي أمريكي، ولد في 27 مارس 1915 في Helena, Arkansas ‏ في الولايات المتحدة، وتوفي في 21 نوفمبر 2006 في كليفلاند في الولايات المتحدة بسبب فشل تنفسي.

## وصلات خارجية
- روبرت لوكوود جونيور على موقع IMDb (الإنجليزية)
- روبرت لوكوود جونيور على موقع ميوزك برينز (الإنجليزية)
- روبرت لوكوود جونيور على موقع أول ميوزيك (الإنجليزية)
- روبرت لوكوود جونيور على موقع ديسكوغز (الإنجليزية)